# Zeche Bruchkamp & Steinknapp
Die Zeche Bruchkamp & Steinknapp ist ein ehemaliges Steinkohlenbergwerk in Essen-Heisingen. Das Bergwerk ist aus einer Konsolidation der Zeche Bruchkamp mit der Zeche Steinknapp entstanden. Für drei Jahre war das Bergwerk zusätzlich mit der Zeche Junge Zwerg konsolidiert und hieß dann Zeche Steinknapp, Bruchkamp & Junge Zwerg.

## Geschichte

### Die Vorgängerbergwerke

#### Bruchkamp
Die Zeche Bruchkamp war auch unter den Namen Zeche Bruchkampsbank, Zeche Broichkamp und Zeche Rosendelle bekannt. Im Jahr 1789 erfolgte die Inbetriebnahme unter dem Namen Zeche Broichkamp. Im Jahr 1803 umfasste die Berechtsame 1 Längenfeld. In den Jahren 1805 und 1806 wurde Abbau betrieben, die Förderung erfolgte im Tagebetrieb 1. Ab März 1812 wurde das Bergwerk umbenannt in Zeche Steinknapp, Bruchkamp & Junge Zwerg und ab 1815 wieder unter dem alten Namen geführt. Ab November 1822 erfolgte die Konsolidation mit der Zeche Steinknapp zur Zeche Bruchkamp & Steinknapp.

#### Steinknapp
Das Bergwerk war auch bekannt unter den Namen Zeche Steinknappe oder Zeche Steinknappen und war bereits ab Ende des 18. Jahrhunderts in Betrieb. Der Abbau der Steinkohle erfolgte im Flöz Kreftenscheer. Im Jahr 1802 erreichte das Bergwerk die höchste Förderung im Bergamtsbezirk Essen-Werden. Es wurden 430 Scheffel Steinkohle pro Tag gefördert. 1805 erfolgte der Abbau am Tagebetrieb 1. Ab März 1812 wurde das Bergwerk umbenannt in Zeche Steinknapp, Bruchkamp & Junge Zwerg und ab 1815 wieder unter dem alten Namen geführt. Zwischen den Jahren 1815 bis 1820 erfolgte weiterhin der Kohlenabbau auf dem Bergwerk. Im Jahr 1822 erfolgte die Konsolidation mit der Zeche Bruchkamp zur Zeche Bruchkamp & Steinknapp.

#### Junge Zwerg
Das Bergwerk war auch bekannt unter dem Namen Zeche Jungzwerg und war ab 1800 in Betrieb. Der Stollen befand sich an der Ruhr in der Nähe der späteren Zeche Carl Funke. Im Jahr 1805 wurde der Stollen weiter aufgefahren, im darauffolgenden Jahr weiterer Vortrieb und ab Dezember wurde das Bergwerk in Fristen gestellt. Im Jahr 1812 wurde das Lichtloch 1 erstellt und  März 1812 wurde das Bergwerk umbenannt in Zeche Steinknapp, Bruchkamp & Junge Zwerg.

#### Steinknapp, Bruchkamp & Junge Zwerg
Die Zeche Steinknapp, Bruchkamp & Junge Zwerg entstand im März 1812 aus der Konsolidation der Zechen Steinknapp, Bruchkamp und Junge Zwerg. Das Bergwerk umfasste die Tagesbetriebe Bruchkamp 2 und 3 sowie den Jungzwerg-Stollen mit dem Schacht 1 und dem Stollen Steinknapp. Das Bergwerk war im Jahr 1813 im Betrieb wurde danach aber nicht mehr in den Akten des Bergamtes genannt. Im Jahr 1815 wurde das Bergwerk wieder getrennt.

### Bruchkamp & Steinknapp
Im November 1789 erfolgte die Belehnung eines Längenfeldes. Im November 1822 entstand die Zeche Bruchkamp & Steinknapp aus der Konsolidation der Zechen Bruchkamp und Steinknapp. Ab 1825 erfolgte der Abbau. Die ersten Förderzahlen sind für das darauffolgende Jahr bekannt, es wurden 199.376 Scheffel Steinkohle gefördert. Im Jahr 1830 wurden mit 45 Bergleuten 166.884 Scheffel gefördert. Im Jahr 1831 wurde bekannt, dass die Kohlenvorräte über der Stollensohle nur noch für wenige Jahre reichen. Im Jahr 1834 sank die Belegschaft auf 41 Bergleute. Im Jahr 1836 wurden 34.108 preußische Tonnen Steinkohle gefördert, danach sank die Förderung des Bergwerks. Im Jahr 1839 legte die Gewerkschaft auf das tiefste Flöz eine erneute Mutung ein. Im Jahr 1840 wurden 25.412 Tonnen gefördert. Im darauffolgenden Jahr waren die Kohlenvorräte über der Stollensohle abgebaut, das Bergwerk wurde stillgelegt. Im Jahr 1870 wurde das Grubenfeld von der Zeche Vereinigte Hundsnocken übernommen.